# Jon Fogarty
Jon Fogarty (ur. 25 maja 1975 roku w Palo Alto) – amerykański kierowca wyścigowy.

## Kariera
Fogarty rozpoczął karierę w międzynarodowych wyścigach samochodowych w 1998 roku od startów w Barber Dodge Pro Series, gdzie odniósł jedno zwycięstwo i dwukrotnie stawał na podium. Z dorobkiem 65 punktów został sklasyfikowany na ósmej pozycji w końcowej klasyfikacji kierowców. W późniejszych latach Amerykanin pojawiał się także w stawce Indy Lights, Atlantic Championship (mistrz w 2002 i 2004 roku), American Le Mans Series, Grand American Rolex Series, Grand-Am Rolex Sports Car Series, FIA World Endurance Championship, United SportsCar Championship i w stawce 24-godzinnego wyścigu Le Mans.

## Wyniki w 24h Le Mans
| Rok  | Zespół                    | Partnerzy                      | Samochód           | Klasa | Okr. | Poz. | Klasa Pos. |
| ---- | ------------------------- | ------------------------------ | ------------------ | ----- | ---- | ---- | ---------- |
| 2015 | Extreme Speed Motorsports | Johannes van Overbeek Ed Brown | Ligier JS P2-Honda | LMP2  | 339  | 15   | 7          |